# CAPTAIN NIPPON
『CAPTAIN NIPPON』（キャプテン・ニッポン）は、COBRAのアルバム。

## 内容
前作より最高順位を更新し、これまでのアルバムの中で最高順位が高いが、売り上げは2番目である。
12曲中3曲が「Oi」というフレーズを用いたタイトルである。

## 収録曲
全曲　作詞・作曲・編曲：COBRA
1. ON THE STREET
2. Oi Oi モンキー・ブルース
3. REAL Oi
4. CAPTAIN NIPPON
5. Oi TONIGHT
6. オレたち
7. WE GOT THE POWER
8. D.N.F -did not finish-
9. カ・ガ・ヤ・ケ
10. LIFE WAR
11. BALLAD OF COBRA
12. やっちまえ!POPSTAR